# Гребенецький Микола Зиновійович
Гребене́цький Мико́ла Зино́війович (1871, с. Михайлівка на Київщині — 1938?, Биківня?) — випускник Київської духовної академії, священник Покровського кафедрального собору в Києві, жертва сталінських репресій. Був репресований 1938 року.

## Життєпис
Народився 1871 року в селі Михайлівка Київської губернії.
Закінчив Київську духовну академію.
З 1896 року — священник.
Служив священником Покровського кафедрального собору в Києві, який з весни 1927 року належав УАПЦ. Закривши собор на межі 1920–1930-х років, радянська влада використовувала його приміщення для обласного архіву.
Микола Гребенецький був репресований і, за деякими даними, розстріляний 1938 року. За іншими даними: рішенням Особливої наради при НКВС СРСР від 25 жовтня 1938 року виселений на 5 років за межі України (в Казахстан).
1989 року реабілітований.